# Карл Густав Баден-Дурлахский
Маркграф Карл Густав Баден-Дурлахский (27 сентября 1648, Дурлах — 24 октября 1703, Дурлах) — имперский генерал. Сын маркграфа Баден-Дурлаха Фридриха VI и Кристины Магдалены Пфальц-Цвейбрюкен-Клеебургской.

## Биография
В пределах Швабского округа он был королевским полковником Протестантского пехотного полка округа в 1673—1677 годах, а с 1683 года — Евангелистского пехотного полка второго округа. В 1683 году он служил генерал-майором и одновременно главнокомандующим войсками округа. В 1686 году он был повышен в звании до фельдмаршала-лейтенанта пехоты Швабского округа, в 1692 году — до генерала фельдцейхмейстера, а в 1697 году — до фельдмаршала.
Карл Густав Баден-Дурлахский с 28 октября 1677 года был женат на Анне Софии Брауншвейг-Вольфенбюттельской (29 октября 1659 — 28 июня 1742), дочери герцога Антона Ульриха Брауншвейг-Вольфенбюттельского. У них было четверо детей, из которых взрослого возраста достигла только старшая и единственная дочь:
- Кристина Юлиана (12 сентября 1678 — 10 июля 1707), муж (с 1697) — Иоганн Вильгельм Саксен-Эйзенахский
- Карл (30 марта 1680 — 30 августа 1680), умер в младенчестве
- Фридрих Рудольф (13 мая 1681 — 18 мая 1682), умер в младенчестве
- Карл Антон (29 января 1683 — 31 мая 1692), умер в детстве